# أليس شرودر
أليس شرودر (بالإنجليزية: Alice Schroeder) هي صحفية أمريكية، ولدت في 14 ديسمبر 1956 في دالاس في الولايات المتحدة.